# حسن المجحد
حسن المجحد لاعب كرة قدم سعودي ، يلعب في الوسط يلعب حالياً في نادي العدالة.
لعب سابقاً في نادي الجيل ونادي النجوم ونادي العدالة ونادي العروبة ونادي الدرعية.

## روابط خارجية
- حسن المجحد على موقع قاعدة بيانات كرة القدم.إي يو (الإنجليزية)
- حسن المجحد على موقع Soccerway.com (الإنجليزية)